# Сквер Привокзальний (Кременчук)
Привокзальний сквер — сквер місті Кременчук (Полтавська область, Україна). Розташований між вулицею Леонова та Привокзальною площею перед головним вокзалом міста.

## Історія
У 1870 році у Кременчуці на площі перед вокзалом (тоді — Ярмаркова площа) було розбито невеликий сквер з кленами ясенолистими, тополями пірамідальними і робініями звичайними. Через сквер до вокзалу проходила широка алея. На початку алеї було встановлено декоративну арку з парою ліхтарів по обидва боки, накритих двосхилим дахом для захисту від дощу і вітру.
У 1946 році було відновлено зруйнований під час Другої світової війни вокзал. Будівельне сміття складалося у сквері. Під час суботника напередодні травневих свят у 1947 році залізничні працівники засипали у сквері ями, висадили клени, робінії і квіти. Пізніше була встановлена скульптурна група «Ленін і Сталін у Горках» (одна з найпопулярніших скульптур того періоду, авторства українських скульпторів, навколо було розбито газон і висаджено квіти. Скульптура проіснувала до 1956 року.
У 1957 році було прийнято рішення реконструювати площу. Роботи почалися в 1958 році і тривали кілька років. Площа була вимощена бруківкою і пізніше покрита двошаровим асфальтобетонним покриттям. Були облаштовані асфальтовані тротуари, зовнішнє освітлення, вхідні сходи у будівлю вокзалу, гранітний парапет, проведено озеленення та встановлено фонтан. Фонтан розміщувався перед парапетом, відділяв площу від проїжджої частини. Посередині басейну прямокутної форми, виконаного з місцевого сірого граніту, розміщувалася чаша. У план заходів з благоустрою міста у 1973 році був включений пункт про ремонт водопостачання фонтану, проте пізніше фонтан було пристосовано під квітник.
У 1980-х роках площа скверу становила 0,2 га. Серед насаджень переважали каштан звичайний, робінія звичайна, туя західна, на клумбах росли троянди.
У рамках реконструкції Привокзальній площі в 2005 році у сквері були висаджені нові дерева: з'явилися рослини з кулястими, плакучими і Колоноподібні кронами (клен гостролистий, горобина звичайна, ялівець звичайний, козацький, спірея Вангутта). Були встановлені нові лавки та ліхтарі.